# Wahlkreis Reinickendorf 3
Der Wahlkreis Reinickendorf 3 ist ein Abgeordnetenhauswahlkreis in Berlin. Er gehört zum Wahlkreisverband Reinickendorf und umfasst die Gebiete Heiligensee, Konradshöhe, Tegelort, Tegel (teilweise), Tegel-Süd (teilweise) und Saatwinkel.

## Abgeordnetenhauswahl 2023
Bei der Wahl zum Abgeordnetenhaus von Berlin 2023 traten folgende Kandidaten an:
| Name                              | Partei           | Anteil der Erststimmen | Anteil der Zweitstimmen |
| --------------------------------- | ---------------- | ---------------------- | ----------------------- |
| Stephan Schmidt                   | CDU              | 44,1 %                 | 41,7 %                  |
| Nicola Böcker-Giannini            | SPD              | 22,3 %                 | 20,7 %                  |
| Hinrich Westerkamp                | Grüne            | 12,4 %                 | 12,9 %                  |
| Ralph-Günther Conradi             | AfD              | 08,2 %                 | 08,3 %                  |
| Sibylle Meister                   | FDP              | 04,7 %                 | 05,9 %                  |
| Felix Lederle                     | Die Linke        | 02,9 %                 | 03,4 %                  |
| Pia Voltz                         | Tierschutzpartei | 02,9 %                 | 02,4 %                  |
| Michelle Ehrenfeld                | Die PARTEI       | 01,1 %                 | 00,8 %                  |
| Fabian Schemeit                   | dieBasis         | 00,7 %                 | 00,6 %                  |
| Alexander Kulpok                  | Freie Wähler     | 00,6 %                 | 00,3 %                  |
| –                                 | Sonstige         | –                      | 03,0 %                  |
| Wahlberechtigte: 29.915 Einwohner |                  |                        |                         |
| Wahlbeteiligung: 71,6 %           |                  |                        |                         |

## Abgeordnetenhauswahl 2021
Bei der Wahl zum Abgeordnetenhaus von Berlin 2021 traten folgende Kandidaten an:
| Name                              | Partei           | Anteil der Erststimmen | Anteil der Zweitstimmen |
| --------------------------------- | ---------------- | ---------------------- | ----------------------- |
| Stephan Schmidt                   | CDU              | 33,4 %                 | 31,5 %                  |
| Nicola Böcker-Giannini            | SPD              | 26,1 %                 | 23,5 %                  |
| Hinrich Westerkamp                | Grüne            | 13,2 %                 | 14,0 %                  |
| Ralph-Günther Conradi             | AfD              | 07,7 %                 | 07,6 %                  |
| Sibylle Meister                   | FDP              | 07,7 %                 | 08,9 %                  |
| Felix Lederle                     | Die Linke        | 03,5 %                 | 04,0 %                  |
| Sebastian Sommer                  | Tierschutzpartei | 03,3 %                 | 02,3 %                  |
| Alexander Kulpok                  | Freie Wähler     | 02,3 %                 | 01,6 %                  |
| Fabian Schemeit                   | dieBasis         | 01,5 %                 | 01,2 %                  |
| Michelle Ehrenfeld                | Die PARTEI       | 01,4 %                 | 01,2 %                  |
| –                                 | Sonstige         | –                      | 04,2 %                  |
| Wahlberechtigte: 30.169 Einwohner |                  |                        |                         |
| Wahlbeteiligung: 80,3 %           |                  |                        |                         |

## Abgeordnetenhauswahl 2016
Bei der Wahl zum Abgeordnetenhaus von Berlin 2016 traten folgende Kandidaten an:
| Name                              | Partei           | Anteil der Erststimmen | Anteil der Zweitstimmen |
| --------------------------------- | ---------------- | ---------------------- | ----------------------- |
| Stephan Schmidt                   | CDU              | 33,5 %                 | 29,3 %                  |
| Carmen Regin                      | SPD              | 23,6 %                 | 21,5 %                  |
| Ralf-Günther Conradi              | AfD              | 14,5 %                 | 14,6 %                  |
| Klaus-Hinrich Westerkamp          | Grüne            | 12,4 %                 | 12,1 %                  |
| Dieter Schramm                    | FDP              | 08,9 %                 | 10,4 %                  |
| Yannik Wiedenbrück                | Die Linke        | 05,2 %                 | 05,5 %                  |
| Patrick Gläser                    | Einzelbewerber   | 01,8 %                 | 0–                      |
| –                                 | Graue Panther    | 0–                     | 01,9 %                  |
| –                                 | Tierschutzpartei | 0–                     | 01,4 %                  |
| –                                 | Die PARTEI       | 0–                     | 01,0 %                  |
| –                                 | Sonstige         | 0–                     | 02,3 %                  |
| Wahlberechtigte: 31.122 Einwohner |                  |                        |                         |
| Wahlbeteiligung: 75,9 %           |                  |                        |                         |

## Abgeordnetenhauswahl 2011
Bei der Wahl zum Abgeordnetenhaus von Berlin 2011 traten folgende Kandidaten an:
| Name                              | Partei           | Anteil der Erststimmen | Anteil der Zweitstimmen |
| --------------------------------- | ---------------- | ---------------------- | ----------------------- |
| Manuel Heide                      | CDU              | 43,6 %                 | 39,5 %                  |
| Carmen Regin                      | SPD              | 30,8 %                 | 26,8 %                  |
| Heiner von Marschall              | Grüne            | 15,5 %                 | 15,6 %                  |
| Werner Doblies                    | Die Linke        | 03,1 %                 | 02,8 %                  |
| ?                                 | pro Deutschland  | 02,6 %                 | 01,2 %                  |
| ?                                 | Die Freiheit     | 02,3 %                 | 01,1 %                  |
| ?                                 | FDP              | 02,2 %                 | 02,4 %                  |
| –                                 | Piraten          | –                      | 06,7 %                  |
| –                                 | Tierschutzpartei | –                      | 01,3 %                  |
| –                                 | NPD              | –                      | 01,3 %                  |
| –                                 | Sonstige         | –                      | 01,3 %                  |
| Wahlberechtigte: 30.729 Einwohner |                  |                        |                         |
| Wahlbeteiligung: 71,2 %           |                  |                        |                         |

## Abgeordnetenhauswahl 2006
Bei der Wahl zum Abgeordnetenhaus von Berlin 2006 traten folgende Kandidaten an:
| Name                              | Partei    | Anteil der Erststimmen |
| --------------------------------- | --------- | ---------------------- |
| Manuel Heide                      | CDU       | 40,0 %                 |
| Carmen Regin                      | SPD       | 34,2 %                 |
| Carola Ohnsorge                   | Grüne     | 10,4 %                 |
| Christian Schöttler               | FDP       | 09,3 %                 |
| Werner Doblies                    | Die Linke | 03,2 %                 |
| Jürgen Teltz                      | REP       | 02,9 %                 |
| Wahlberechtigte: 30.608 Einwohner |           |                        |
| Wahlbeteiligung: 69,4 %           |           |                        |

## Abgeordnetenhauswahl 2001
Bei der Wahl zum Abgeordnetenhaus von Berlin 2001 traten folgende Kandidaten an:
| Name                              | Partei | Anteil der Erststimmen |
| --------------------------------- | ------ | ---------------------- |
| Manuel Heide                      | CDU    | 42,3 %                 |
| Walter Momper                     | SPD    | 33,8 %                 |
| Sibylle Meister                   | FDP    | 13,3 %                 |
| Edwin Massalsky                   | Grüne  | 07,2 %                 |
| Robert Scholz                     | PDS    | 03,4 %                 |
| Wahlberechtigte: 30.214 Einwohner |        |                        |
| Wahlbeteiligung: 79,2 %           |        |                        |

## Abgeordnetenhauswahl 1999
Bei der Wahl zum Abgeordnetenhaus von Berlin 1999 traten folgende Kandidaten an:
| Name                              | Partei | Anteil der Erststimmen |
| --------------------------------- | ------ | ---------------------- |
| Manuel Heide                      | CDU    | 60,1 %                 |
| Walter Momper                     | SPD    | 24,9 %                 |
| Gisela Petersen                   | Grüne  | 07,2 %                 |
| Robert Scholz                     | PDS    | 02,5 %                 |
| Dieter Neumann                    | Graue  | 02,3 %                 |
| Kourosh Haghshenass               | FDP    | 01,8 %                 |
| Brigitte Lehmann                  | BID    | 00,6 %                 |
| Bernd Sankowsky                   | ödp    | 00,6 %                 |
| Wahlberechtigte: 30.147 Einwohner |        |                        |
| Wahlbeteiligung: 76,4 %           |        |                        |

## Abgeordnetenhauswahl 1995
Der Wahlkreisverband Reinickendorf umfasste zur Abgeordnetenhauswahl am 22. Oktober 1995 sieben, seit 1999 sind es sechs Wahlkreise. Ein direkter Vergleich ist daher nicht möglich.

## Bisherige Abgeordnete
Direkt gewählte Abgeordnete des Wahlkreises Reinickendorf 3:
| Jahr | Name            | Partei | Anteil der Erststimmen |
| ---- | --------------- | ------ | ---------------------- |
| 2023 | Stephan Schmidt | CDU    | 44,1 %                 |
| 2021 | Stephan Schmidt | CDU    | 33,4 %                 |
| 2016 | Stephan Schmidt | CDU    | 33,5 %                 |
| 2011 | Manuel Heide    | CDU    | 40,0 %                 |
| 2006 | Manuel Heide    | CDU    | 43,6 %                 |
| 2001 | Manuel Heide    | CDU    | 42,3 %                 |
| 1999 | Manuel Heide    | CDU    | 60,1 %                 |